# Esterházy Mária Leopoldina
Galántai Esterházy Mária Leopoldina (Bécs, 1776. november 15. – Bécs, 1864. december 21.) Esterházy Pál Antal gróf és monyorókeréki és monoszlói Erdődy Mária Terézia negyedik gyermeke, nevezetes filantróp.

## Élete
III. Grassalkovich Antallal 1793. július 25-én volt az esküvőjük. Gyermekük nem született. Fiúörökös hiányában unokaöccse, Viczay Mihály gróf lett későbbi örököse. Esterházy Leopoldina nem kívánt a birtokon maradni, sem gondozni azt, így visszaköltözött családjához. A máriabesnyői Grassalkovich családi kriptában nyugszik.

## Esterházy Leopoldina és Gödöllő
Férjével tovább bővítették a gödöllői Grassalkovich-kastélyt. Az északi oldalon új szárnyat húztak fel, valamint megépítették a narancsházat. A parkban lévő franciakertet angolkertté alakították. Az angolpark fenntartási költségei kisebbek is voltak, mint a franciakerté. Különleges, ritka növényeket ültettek a parkba. Az Alsókertben két hattyústavat hoztak létre 1817-ben. A tavak kialakításához felduzzasztották a Rákos-patak vizét. A nagyobbik tó közepére egy pavilont is építtettek.
Férjével a már meglévő adósságot tovább halmozta. Szerettek jótékonykodni és hercegi színvonalon élni, annak ellenére, hogy nem volt meg hozzá a pénzük. Több időt töltöttek Gödöllőn, mert a nemesi élet itt olcsóbb volt, mint Pozsonyban. Általában Antal-naptól Leopoldina névnapjáig maradtak a kastélyban. A névnapokon a családot a falu népe és az egyházi személyzet köszöntötte.
Férje halála után a család kihalt. Leopoldina nem maradhatott tovább Gödöllőn, mert a birtok az akkori jog szerint nem őt illette. Özvegyi kegydíjából beutazta Európát.

### Szegényház, alapítvány
Legközelebb 1844-ben tért vissza Gödöllőre. Építtetett egy házat, az idős szolgálók számára. A házban 12 személy (hat nő és hat férfi) kapott helyet teljes ellátással. Gondoskodott a fűtésről, az élelmezésről, valamint a ruházatukról. Létrehozott egy alapítványt is szegény sorsú leányok taníttatására. Kézimunkára tanították a lányokat. A felmerülő költségek mellett a hozzáértő tanárnő bérét is fizette. A koronauradalom mindkét intézményt megtartotta, és a fenntartási költségek állta.

## Esterházy Leopoldina és Széchenyi István kapcsolata
Széchenyi István nem volt harmincéves, amikor a kastélyban négy napot töltött Grassalkovich III. Antal és felesége, Esterházy Leopoldina vendégeként. Naplójába ezt az első látogatást is feljegyezte: 
„1820. július 19-én Gödöllőre érkeztem. […] Gr[assalkovich] h[ercegnél nagyon tetszik nekem, mert ama kevesek közé tartozik államunkban, akik élni tudnak, és van egy kastélyra való vidám és pompás udvarnépe… Nagyon tetszik nekem, és én is jobban tetszeném neki, ha, hogy így mondjam, nem az ár ellen úszna, amikor nekem jót akar és támogat. De nem szerelmes belém, és a karaktere sem elegendő ahhoz, hogy szinte egyedül, erőhatalommal intézze el sok-sok nőellenségemet. – Ezért falun, vagy ha négyszemközt vagyunk, sokkal megnyerőbb és készségesebb, mint amikor Bécsben, vagy nagy társaságban találkozik velem. 22-én Búcsúztam el Grassalkovichtól. Emberein elámultam, mert nyugodtan hagytak, anélkül, hogy borravalót kívántak volna, elvonulni. Grassalkovich két hátaslovát, Rowbokot és Eisländert, 1000 aranyért, amennyit kínáltam, neki, nem akarta nekem adni.” 
„1824. január 20-án Gr[assalkovich] Tini kedves volt hozzám. Ismerem a szándékait! De nem fog Amerikába menni, hanem káposztát ültet odahaza, én megyek és megeszem, etc. Beteg és nyugodt vagyok. Házassági terveim, mondhatni feladva; azóta boldogabb […]”
A feljegyzésekben csak Tiniként emlegetett hercegnővel, aki saját bevallása szerint tetszett a grófnak, a későbbiekben gyakran találkoztak. Széchenyi több lángoló, majd egy tragikus kimenetelű udvarlás után 1824 augusztusában ismerte meg az úrhölgyet. A találkozás végezetes volt számára: „A mióta önt ismerem, másért nem tudok szerelmet érezni és én szerencsémet, boldogságomat az erény nehéz, de nemes útján fogom keresni“ – írta az imádott hölgynek, Seilern Crescence-nek, aki akkor gróf Zichy Károly (főispán) felesége volt.

## Érdekesség

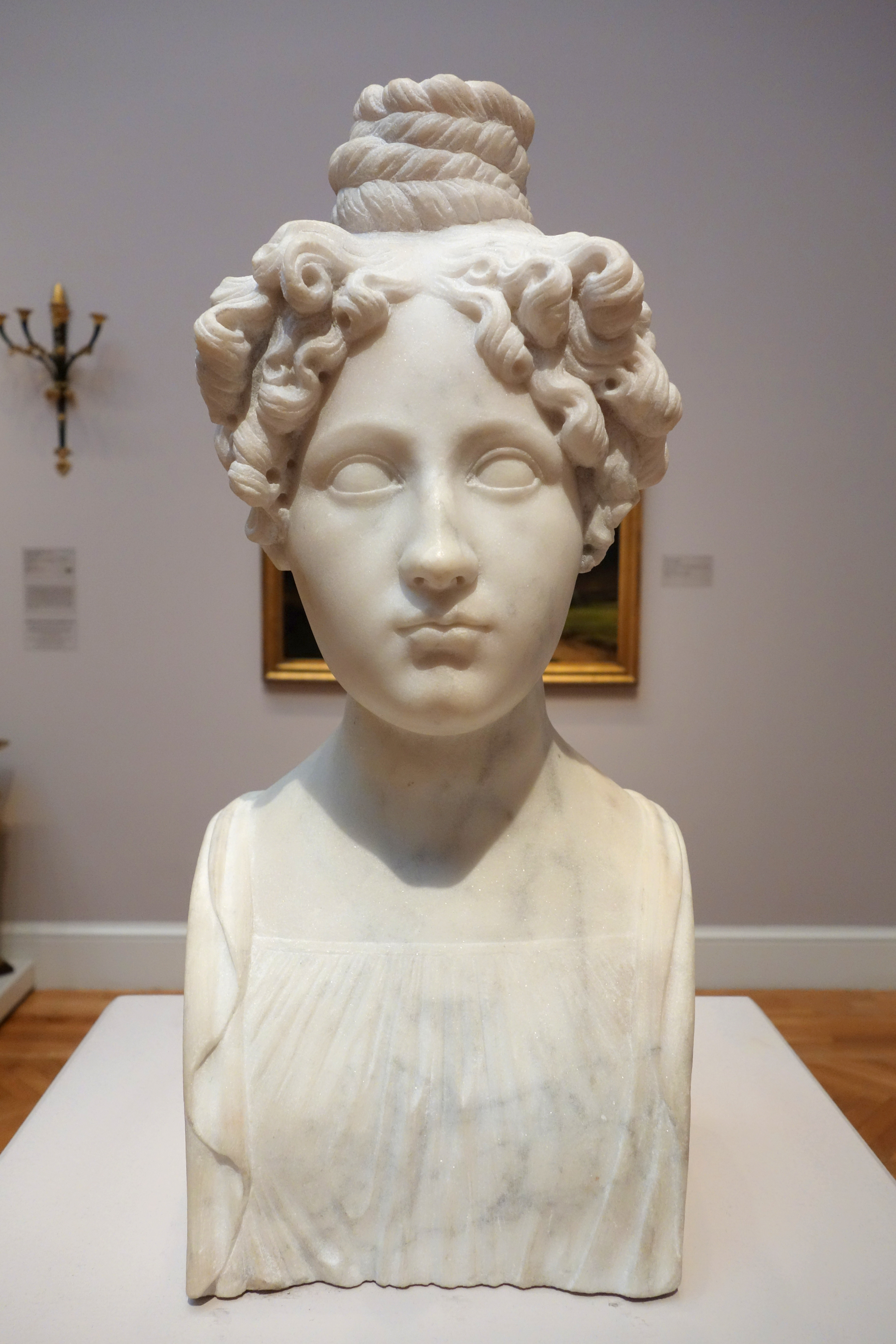
Hermája Amerikában

- Antonio Canova carrarai márványból elkészítette a sírszobrát, amely a kismartoni Esterházy-kastély parkjában, a Leopoldina-templomban áll, ám végül nem oda temették.
- Ugyancsak Canova 1822-ben készült műve az a női herma, amely alkalmasint őt ábrázolja, s a kaliforniai Legion of Honor művészeti múzeumban őrzik.